# One (album Nataszy Urbańskiej)
One – debiutancki, długogrający album studyjny polskiej piosenkarki Nataszy Urbańskiej nagrany w 2013 i wydany 24 stycznia 2014 nakładem wytwórni Studio Buffo.

## Kontekst
Urbańska rozpoczęła pracę nad albumem w 2010, kiedy to poznała Jana Smoczyńskiego, późniejszego producenta materiału z płyty. Duet nawiązał współpracę, czego efektem było nagranie wersji demonstracyjnej dwóch utworów. Niedługo potem Urbańska zdecydowała się na nagranie długogrającego albumu studyjnego w podobnym stylu, co dema. W tym samym roku wzięła udział w projekcie Poland... Why Not?, który zrealizowała w Stanach Zjednoczonych pod okiem wytwórni Rokket Music oraz swojego międzynarodowego menedżera, Briana Allena. Podczas pracy nad albumem poznała producenta Jima Beanza, który zaproponował jej pomoc przy nagrywaniu debiutanckiej płyty w Los Angeles. W czasie pobytu w Stanach miała się spotkać także z twórcami, takimi jak Rob Cavallo, Jimmy Iovine, Don Grierson, Akon, Diane Warren czy Linda Perry.

## Nagrywanie i produkcja
Prace nad nagrywaniem płyty rozpoczęły się w 2010, natomiast zakończyły się na początku listopada 2013. Pięć piosenek z albumu (w tym m.in. singiel „Muszę odejść”) napisał Seweryn Krajewski, którego Urbańska poznała w 2009 podczas swojego udziału w 10. edycji programu Taniec z gwiazdami. Spotkanie zainicjowała żona muzyka, Elżbieta. 

Mam już dwie zrobione piosenki i są tak piękne, że serce mi się raduje, podskakuje i to jest z całą pewnością najpiękniejszy okres w moim życiu. Poprzednim takim czasem była ciąża, a teraz realizacja mojego największego marzenia.

Jak przyznała sama Urbańska, płyta opowiada „o różnych kobietach, o ich różnych problemach, o ich różnych charakterach, o różnych emocjach i przejściach, które miały po drodze”. Producentami albumu został zespół producencki June, w którego skład weszli: Smoczyński, Krzysztof Pacan i Robert Cichy. Józefowicz dodał: „Każda z piosenek na płycie to historia innej kobiety, w którą wciela się Natasza”.

## Wydanie i promocja
Pierwszym singlem zapowiadającym album została piosenka „Muszę odejść”, która miała swoją premierę 4 listopada 2013. Teledysk do utworu wyreżyserował Marcin Filipek, za jego produkcję odpowiedzialny był natomiast Piotr Sikora. Na początku stycznia ukazał się drugi singiel pochodzący z płyty – „Rolowanie”, który wywołał falę negatywnych opinii w kraju. Krytycy zarzucali piosenkarce fakt, że w utworze „rytm jest prymitywny, tekst kompletnie nieistotny, a w zamyśle «skandalizująca golizna» przyciąga uwagę odbiorców”. Warstwa tekstowa piosenki została napisana przez Zofię Kondracką przy użyciu języka ponglish łączącego słowa z języka polskiego i angielskiego. Niedługo po premierze utwór został uznany przez internautów „żenadą roku”, podobnie jak zrealizowany do niego teledysk, który w ciągu tygodnia obejrzało 130 tys. widzów. Ostatecznie odnotowano ponad 2,5 miliona odtworzeń klipu. Zarówno piosenka, jak i teledysk spotkały się z krytyką recenzentów oraz zostały obiektem kpin internautów, doczekał się także wielu parodii. Artystka tłumaczyła później, że cały numer to jedynie żart oraz prowokacja.
W związku z krytycznym przyjęciem singla „Rolowanie” Urbańska planowała opóźnić wydanie płyty, ostatecznie jednak album został wydany 24 stycznia 2014 roku pod szyldem wytwórni Studio Buffo. Tego samego dnia w Teatrze Buffo odbył się specjalny koncert promocyjny pod tytułem Move On. Reżyserem widowiska został Janusz Józefowicz. Początkowo One można było zakupić jedynie w kasach teatru Buffo, później krążek trafił do sklepowej dystrybucji. Na początku kwietnia Urbańska wydała trzeci singiel promujący album – „Escamillo”, który opowiadał o „kobiecie marzącej o wolnej i dzikiej miłości". Teledysk nie dorównał popularności klipu do piosenki „Rolowanie”.
W grudniu zaprezentowała czwarty utwór promujący płytę – „Hipnotyzuj mnie”, który wykonała premierowo na żywo podczas finału pierwszej edycji programu SuperSTARcie (który ostatecznie wygrała). Premiera teledysku do utworu odbyła się w styczniu 2015.

## Przyjęcie przez krytykę
Po premierze płyta zebrała wiele negatywnych opinii. Przez recenzentów opisywana była jako „pastiszowa, ironiczna (...), jednocześnie nieświadoma swojego charakteru, wręcz go pozbawiona”, a także jako „różnorodna i... bezbarwna”, „muzyczna nijakość”. 

## Lista utworów
1. „Prosty świat” – 3:46
2. „A gdybyś odszedł” – 3:40
3. „Muszę odejść” – 4:16
4. „Bę bę Cię” – 2:56
5. „Escamillo” – 4:08
6. „Asala” – 3:15
7. „Hipnotyzuj mnie” – 3:22
8. „Wielki Szu” – 3:29
9. „Punk People” – 3:27
10. „Pierwsza miłość, pierwsze łzy” – 4:00
11. „Crazy Bunny” – 3:30
12. „Rolowanie” – 2:50